# Dendrochilum pulogense
Dendrochilum pulogense är en orkidéart som beskrevs av Oakes Ames. Dendrochilum pulogense ingår i släktet Dendrochilum och familjen orkidéer. Inga underarter finns listade i Catalogue of Life.